# Ravennaschlucht

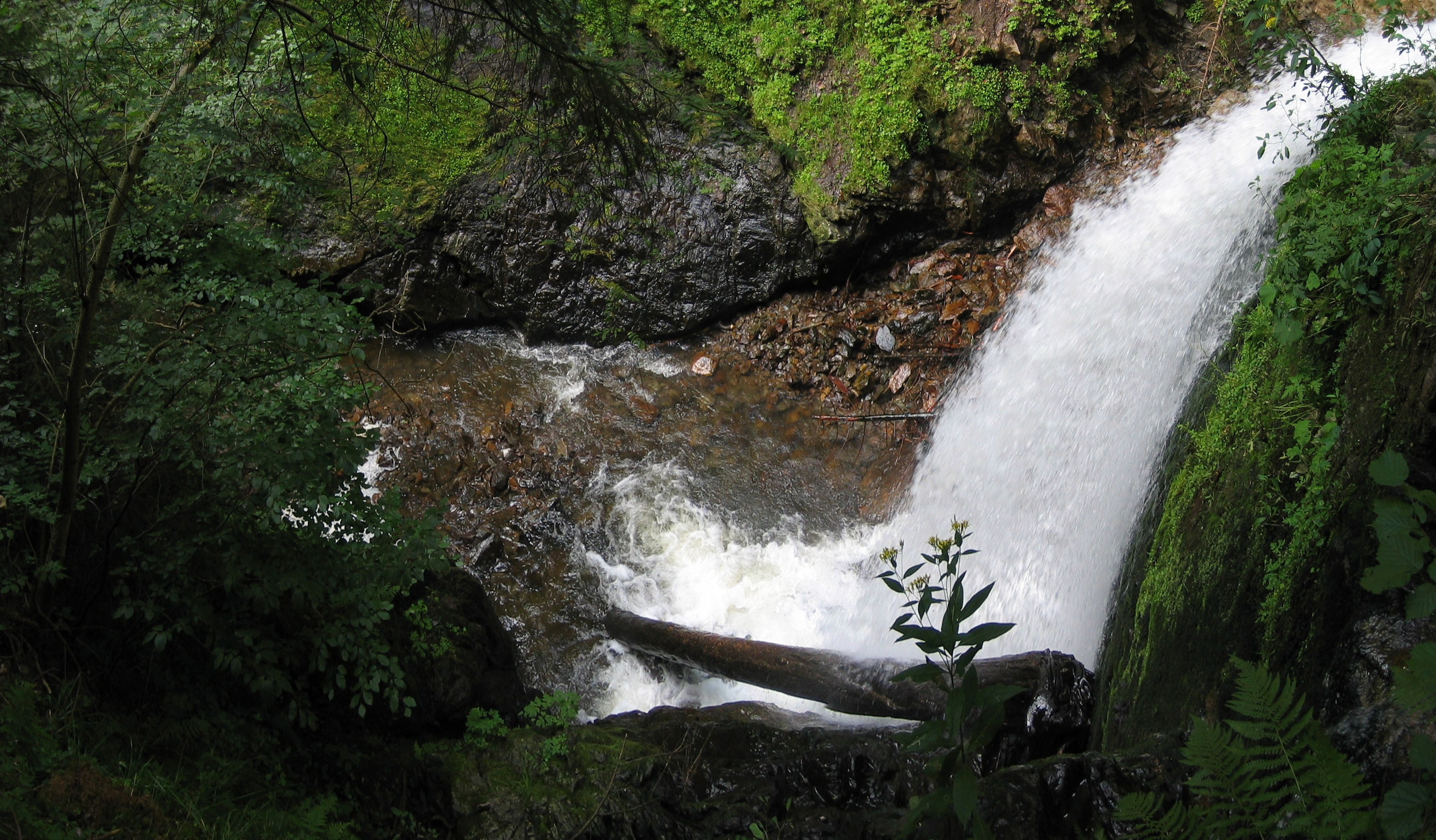
Cascata Ravenna grande

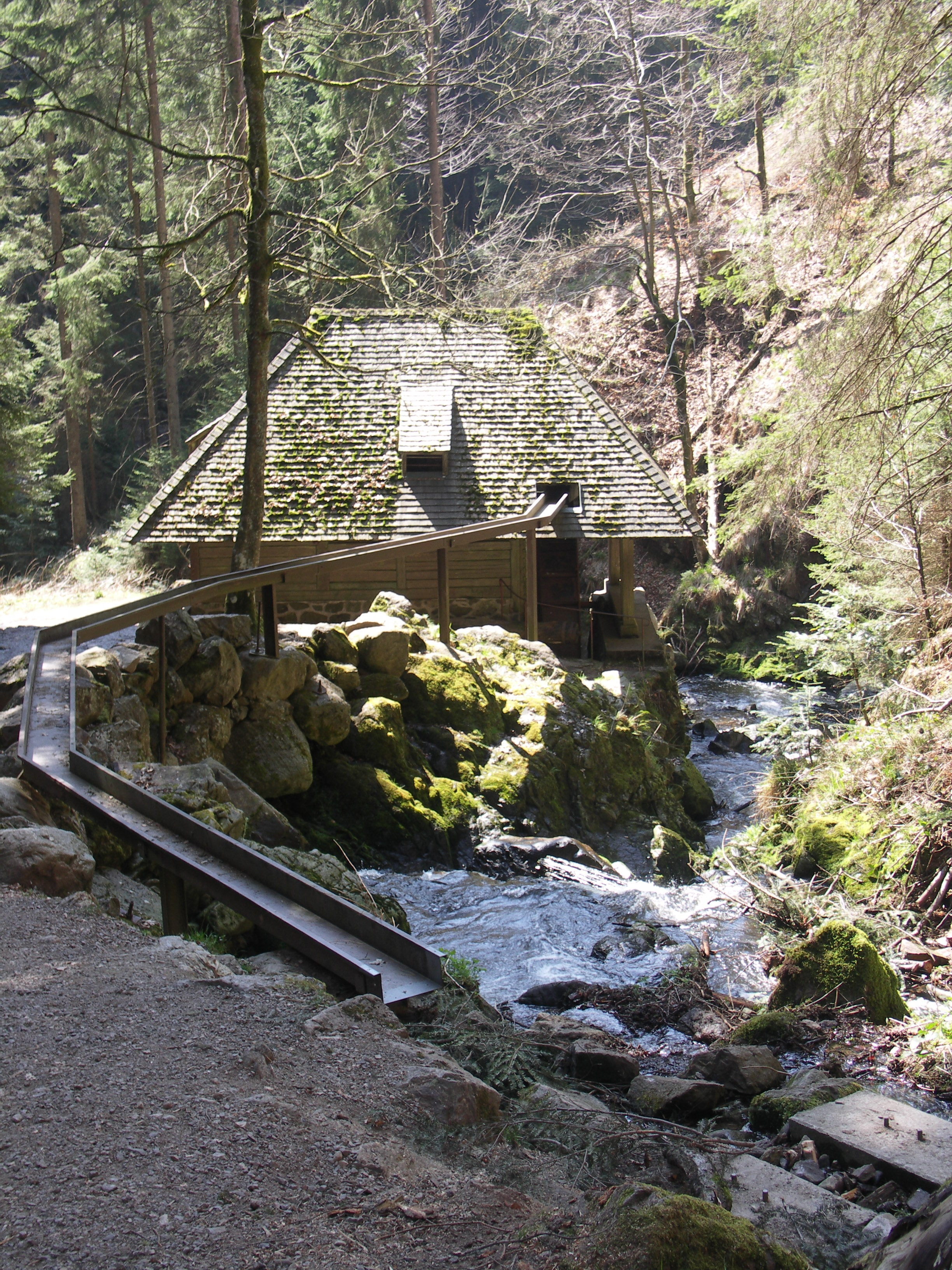
Großjockenmühle

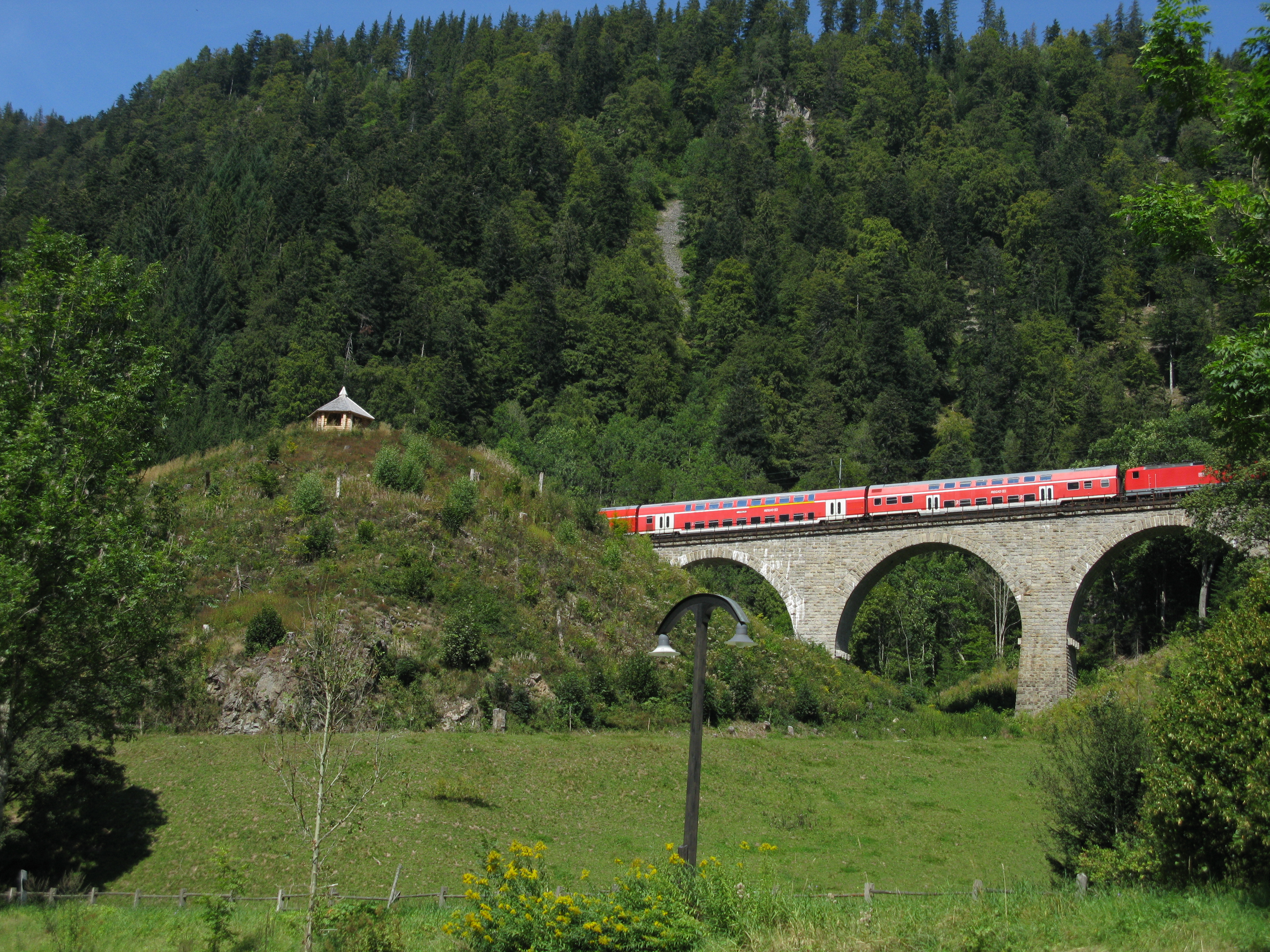
Ponte sul Ravenna

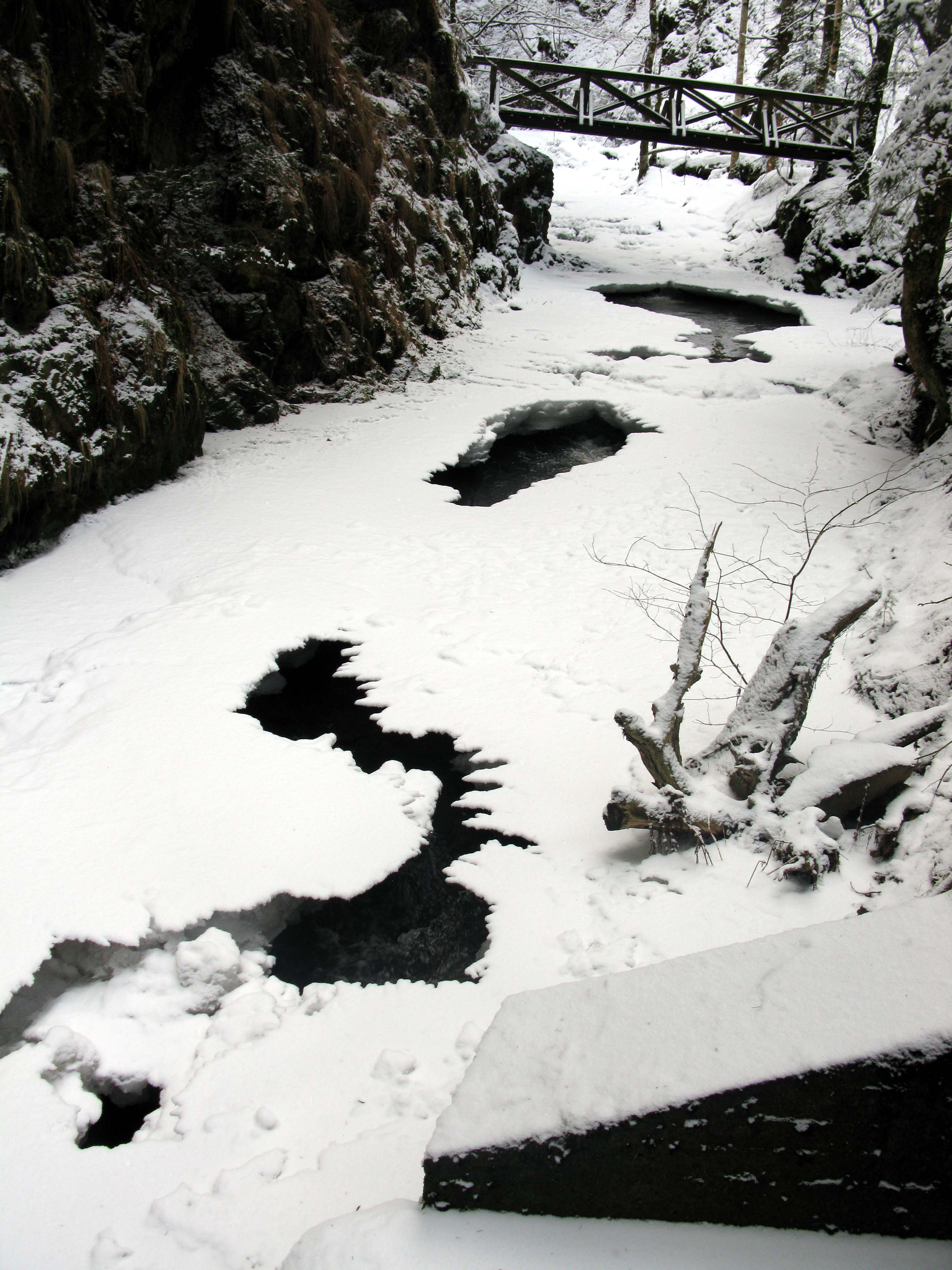
Ravennaschlucht in inverno

Ravennaschlucht (Gola di Ravenna) è una gola della Foresta Nera (Germania) che prende il nome dal torrente che vi scorre, il Ravenna, ed è situata in una valle laterale della Höllental.
La valle, di circa 4 km, conduce dalla Höllental al comune di Breitnau.
Il torrente Ravenna forma durante il suo percorso numerose cascate. Le principali sono la grande e la piccola cascata Ravenna, rispettivamente di 16 e 6 metri.
Lungo il fiume si trovavano in passato numerosi mulini, i cui resti sono ancora oggi visibili. Nella parte più alta della valle si trova il Großjockenmühle, costruito nel 1883 e tutelato come monumento.